# 華氏毛頜鮟鱇
華氏毛頜鮟鱇為輻鰭魚綱鮟鱇目棘茄魚亞目奇鮟鱇科的其中一種，為深海魚類，分布於中東太平洋海域，棲息深度0-1350公尺，體長可達9.4公分，生活習性不明，不具任何經濟價值。